# Народна библиотека Ужице
Народна библиотека Ужице је најстарија културна установа у ужичком крају. Са око 256.000 књига, преко 130 наслова периодике и Интернет клубом, библиотека је данас модерна установа која суграђанима нуди обиље информација из свих области живота.

## Историја
Историја Народне библиотеке Ужице почиње на Преображење 1856. године, када је на иницијативу напредног грађанства и омладине основано Ужичко читалиште, које је постало центар културног и друштвеног живота града.
Први управитељ Читалишта био је Стојан Обрадовић, судија и свестран културни посленик. 
Читалиште је 1857. г. имало 100 чланова, а у књижевном фонду налазило се 200 књига и сви дневни листови Кнежевине Србије.
О раду Читалишта нема много података. Зна се да је 1881. године књижни фонд чинило 485 књига на нашем и страном језику, а извршена је и претплата на већи број дневних листова и часописа.
Политичка превирања у земљи утицала су на рад установе , која је више пута гашена и обнављана. Иницијативом Културне лиге, 1910. године основана је Народна библиотека са читаоницом, али је њен фонд уништен током Првог светског рата. У међуратном периоду Библиотека је радила са прекидима, да би током Другог светског рата фонд поново био уништен.
Континуитет у раду успоставља се тек у послератном периоду. Почетни фонд чиниле су књиге које су грађани поклонили библиотеци. Установа је 1946. године радила под називом Градска књижница и читаоница, 1951. године мења назив и постаје Градска библиотека, а 1961. добија данашњи назив – Народна библиотека Ужице. Од 1979. до 1989. носи назив Народна библиотека „Едвард Кардељ“. Опстајући током времена, упркос ратовима, пожарима и политичким превирањима, Библиотека је постала центар културног и друштвеног живота града.

## Управници
Управници Библиотеке били су:
- Миодраг Верговић,
- Анка Ковачевић,
- Олга Живковић,
- Ђорђе Николић,
- Гојко Шкоро,
- Слободан Радовић,
- Анђа Бјелић,
- Зоран Тешић,
- Иван Ршумовић,
- Драгиша Станојчић
- Душица Мурић.

## Одељења и службе
Организована је по одељењима и службама:
- Дечје одељење,
- Позајмно одељење за одрасле,
- Научно одељење,
- Завичајно одељење,
- Одељење набавке и обраде,
- Матична служба,
- Служба за опште послове.

## Матичност
Народна библиотека Ужице је матична библиотека Златиборског округа који покрива 10 општина и у оквиру којих она успешно остварује задатке на развоју библиотечко-информационе делатности у општинским и школским библиотекама. 

### Библиотеке Златиборског округа
- Народна библиотека Ариље
- Народна библиотека "Милош Требињац", Бајина Башта
- Народна библиотека Косјерић
- Библиотека "Јован Томић", Нова Варош
- Народна библиотека Пожега
- Градска библиотека "Мухамед Абдагић", Сјеница
- Градска библиотека Прибој
- Библиотека "Вук Караџић", Пријепоље
- Библиотека "Љубиша Р. Ђенић", Чајетина

## Издавачка делатност
Библиотека је 1981. г. покренула часопис за књижевност, уметност и културу – “Међај”. До сада су објављена 93 броја.
Награда “Милутин Ускоковић” установљена 1993. г. додељује се за најбољу необјављену приповетку на српском језику.

## Награде
У дугом трајању ужичка библиотека је непрекидно радила на усавршавању библиотечког пословања и за то је добила највише признање струке, Награду “Милорад Панић Суреп” (1975. и 1996. г.), градско признање, Награду “Слободан Пенезић Крцун” (1979), Плакету Народне библиотеке Србије за културно-просветну сарадњу (1977. и 1982.), Плакету најбоље WEB библиотеке у Србији за 2013. годину.